# Вільям Гаммонд (велогонщик)
Вільям Гаммонд (англ. William Hammond, 2 липня 1886 — 13 січня 1960) — британський велогонщик.
Срібний призер Олімпійських Ігор 1912 року в роздільній командній гонці.